# Store Mosse naturreservat, Uddevalla kommun
För andra betydelser, se Store Mosse.

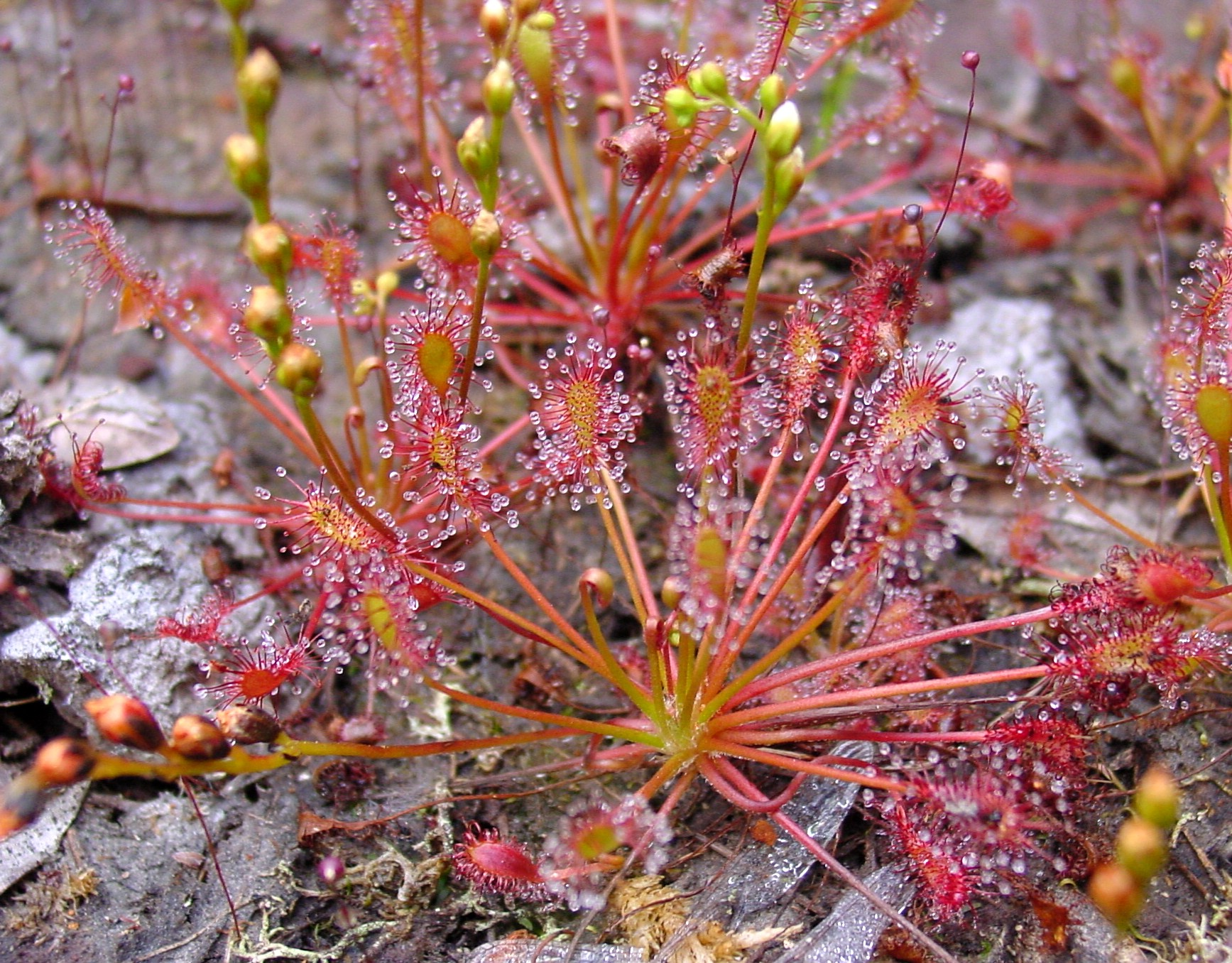
Småsileshår

Store Mosse är ett naturreservat i Forshälla socken i Uddevalla kommun i Bohuslän.
Reservatet ligger söder om Uddevalla, 1,5 km sydost om Forshälla kyrka, strax norr om Häljerödsjön. Det är 26 hektar stort. Området är skyddat sedan 1973 och består av en myr. Myren är glest bevuxen med tall. I höljorna växer vitag, brunag och småsileshår. I övergången till fastmark växer myrlilja och flera starrarter.
Området ingår i EU:s ekologiska nätverk av skyddade områden, Natura 2000 och förvaltas av Västkuststiftelsen.